# Lappula ferganensis
Lappula ferganensis là loài thực vật có hoa trong họ Mồ hôi. Loài này được (Popov) Kamelin & G.L. Chu mô tả khoa học đầu tiên năm 1995.